# 由良海つり公園
由良海つり公園（ゆらうみつりこうえん）は、和歌山県日高郡由良町神谷にある魚釣り公園である。

## 概要
重山の麓に位置し、海上に「海の釣堀　釣堀ランド」を併設している。
つり公園では、おもに桟橋と筏から釣りを楽しめる。周囲は豊かな自然に囲まれている。
日本の渚百選に選定された白崎海岸（白崎海岸県立自然公園）に近く、紀伊水道（由良港）に接している。
定休日は毎週水曜日（祝、祭日を除く）と年末年始で、台風などの荒天時には臨時休業する。

## アクセス
- 湯浅御坊道路広川ICより国道42号経由、紀伊由良駅近くの交差点｢里｣を右折　約5キロ
駐車場　約35台　駐車料無料
- JRきのくに線紀伊由良駅より中紀バス白崎方面行き、釣公園前下車

## 施設
- 売店（軽食・エサ・釣具（貸し竿あり））
- トイレ 2ヶ所
- 桟橋・筏
- 釣り堀
- 駐車場
- 周辺は飲食施設が少ないので注意

## の名所・旧跡・観光スポット・祭事・催事
- 白崎海洋公園
- みちしおの湯
- 宇佐八幡宮- 毎年10月第3日曜日に秋例祭が行われ、獅子舞などが奉納される。
- 興国寺
- 重山
- 熊野古道